# Solbus Soltour ST10
Solbus Soltour ST10, Solbus Soltour ST10/I, Solbus Soltour ST10 RHD − autobus turystyczny lub międzymiastowy produkowany od 2007 przez Fabrykę Autobusów „Solbus” z Solca Kujawskiego.

## Historia modelu

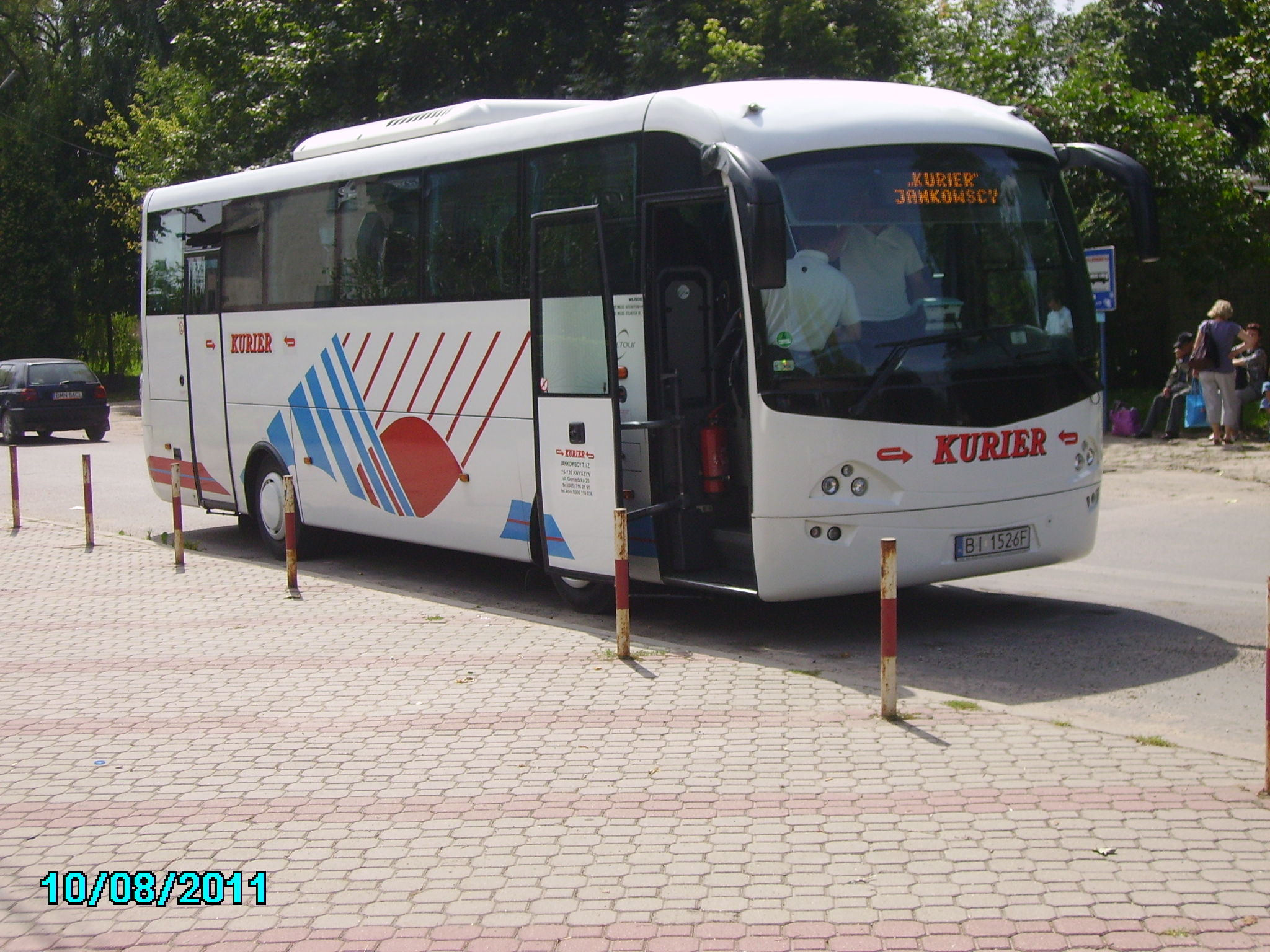
Solbus Soltour ST10/I z 2009 roku w Mońkach

Stylistyka autobusu opracowana została we współpracy z firmami RTC i Teum ze Słowenii, zespołem projektowym kierował Adam Nitecki. Jest produkowany w odmianach turystycznej kombi (Solbus Soltour ST10) oraz międzymiastowej (Solbus Soltour ST10/I). Pierwsza z nich jest o 200 mm wyższa, dzięki czemu posiada większą pojemność luków bagażowych. Pod względem technicznym Soltur ST10 jest bardzo podobny do wdrożonego pod koniec 2007 roku do produkcji modelu Solbus Solway SL10.
Filia handlowa firmy „Solbus” w Wielkiej Brytanii pod nazwą „Solbus UK Ltd” wzięła udział w targach „Bus & Coach Live 2007” w Birmingham. Zaprezentowano tam pierwszy model „Solbus” w wersji dostosowanej do ruchu lewostronnego „Solbus Soltour ST10 RHD”. Aby zwiększyć sprzedaż zastosowano podzespoły znanych firm (m.in. silnik Cummins ISBe4) oraz szeroką promocję w czasopismach branżowych. Model ekspozycyjny został sprzedany przed rozpoczęciem targów. W dniu 25 stycznia 2008 r. został dostarczony do Wielkiej Brytanii pierwszy „Solbus Soltour ST10 RHD”. W 2008 roku sprzedaż na rynku Wielkiej Brytanii i Irlandii wyniosła kilka sztuk.
Finalista konkursu „Dobry wzór 2007”, prowadzonego przez Instytut Wzornictwa Przemysłowego, w kategorii Strefa Publiczna